# Luoyang Glass
Luoyang Glass Company Limited («Лоянское стекло») — китайская стекольная компания, штаб-квартира расположена в Лояне. 

## История
В 1994 году государственная China Luoyang Float Glass Group, основанная в 1956 году и входящая в состав холдинга China National Building Material Group, учредила акционерную компанию Luoyang Glass. В том же году акции Luoyang Glass были зарегистрированы на Гонконгской фондовой бирже, а в 1995 году вышли на Шанхайскую фондовую биржу.

## Деятельность
Luoyang Glass производит листовое термополированное стекло, ультратонкое электронное стекло для дисплеев и сенсорных экранов, стекло для солнечных панелей, кварцевый песок, а также перерабатывает автомобильное стекло.
По итогам 2021 года основные продажи пришлись на стекло для солнечных панелей (76,2 %) и стекло для дисплеев (11,7 %). Основным рынком сбыта являлся Китай (94,2 %).

## Акционеры
Основными институциональными инвесторами Luoyang Glass являются Invesco Capital Management (6,02 %), China Asset Management (3,07 %), Hua An Fund Management (1,28 %), Robeco (1,05 %) и Dimensional Fund Advisors (1,05 %).